# 우쓰위
우쓰위(중국어 간체자: 吴思雨, 병음: Wú Sīyû, 한자음: 오사우, 2000년 7월 26일 ~ )는 중국의 배우이다.